# Megaselia notabilis
Megaselia notabilis är en tvåvingeart som beskrevs av Rudolf Beyer 1965. Megaselia notabilis ingår i släktet Megaselia och familjen puckelflugor. Inga underarter finns listade i Catalogue of Life.